# Fathia Ali Bouraleh
Fathia Ali Bouraleh (sinh ngày 14 tháng 10 năm 1987) là một vận động viên điền kinh chạy nước rút thi đấu quốc tế cho Djibouti.
Ali Bouraleh nói rằng cô trở thành một người chạy nhanh vì khi còn trẻ vì cô từng là một tên trộm. Ali Bouraleh bắt đầu tập luyện cho môn điền kinh vào năm 2004 tại trường trung học. Cô đã giành chiến thắng tại một sự kiện của trường trung học, và cô đã gây ấn tượng với huấn luyện viên đến mức ông ta mời cô tham dự chương trình đào tạo hai lần một tuần. Ông cũng tặng cô đôi giày chạy bộ, và hứa sẽ dạy kèm cô trong giờ học. Cô được đào tạo trong một sân vận động, bởi vì khi cô ấy chạy trên đường, mọi người ném đá và lăng mạ cô ấy vì khi chạy cô ấy mặc quần dài và đội khăn trùm đầu. Biệt danh của cô là "Mama" và khi khán giả xúc phạm Ali Bouraleh trong khi chạy, đồng đội của cô sẽ hét lại với họ "Đừng xúc phạm Mama của chúng tôi!"
Ali Bouraleh đại diện cho Djibouti tại Thế vận hội mùa hè 2008 ở Bắc Kinh. Cô thi đấu ở chặng nước rút 100 mét và đứng thứ tám trong lượt thi của mình nên không lọt vào vòng hai. Cô ấy đã xuất phát lỗi. Trong lần thi thứ hai, cô đã chạy với thời gian 14,29 giây, một trong những lần chậm nhất trong năm của Djibouti.. Cô ấy đã hoàn thành lượt thi cuối cùng với thời gian chậm thứ hai toàn lượt thi. Bouraleh thi đấu với khăn trùm đầu của cô ấy, mà theo cô nghĩ là không ảnh hưởng đến thành tích của cô ấy.
Cô hiện đang làm huấn luyện viên tại Câu lạc bộ Girls Run 2, cùng với Cintia Guzman. Cô sống ở thủ đô Djibouti. Ngoài việc huấn luyện các vận động viên, Bouraleh còn cung cấp thiết bị và hỗ trợ tài chính cho các vận động viên ở cả hai địa điểm đào tạo.

## Liên kết mở rộng
- Fathia Ali Bouraleh tại IAAF